# 優実子
成 優実子（なる ゆみこ、1989年5月26日 - ）は、日本のヴィジュアル系歌手である。東京都足立区出身。

## 略歴
- 2009年4月、某事務所ライブのネタ見せに合格し、以降フリーのピン芸人「高橋優実子」として活動。
- 2010年後半、病気療養のため活動休止。
- 2011年初頭、芸名を「優実子」に改名し活動再開。
- 2011年11月、大喜利ライブ「オオギリロマネスクＺ」優勝。このライブ初の女性優勝者。
- 2012年2月、自身初のレギュラー番組であるUstream番組「黒田運送（ｶﾌｪ）」のアシスタントとなる。
- 2012年9月、放送終了となった黒田運送（ｶﾌｪ）の後番組「優実子の今夜も勉強中」の放送が開始された。自身初の冠番組である。
- 2013年6月、お笑い芸人としての活動を終了させ、歌による活動を続けていくことをブログにて宣言する。

## 人物
- 身長164cm、体重47kg、足のサイズ24.5cm。
- 趣味はDVD鑑賞、読書、知らない町を散策すること。
- 特技は歌（昭和歌謡曲、J-POP、ラップ、洋楽など）、両手の指の間を直角以上まで開けること、お尻のみを床に付けた状態で移動すること、化粧で別人になること。
- 英検3級、原付免許を所持している。
- 好きな映画は「青い春」、「溺れる魚」、「フィフス・エレメント」、「姑獲鳥の夏」、「魍魎の匣」など。
- 好きな本は京極夏彦の「京極堂シリーズ」、「死ねばいいのに」、平山夢明のノンフィクション。
- 好きな歌手はゴールデンボンバー（曲だけでなく全般的に好き）。活動中は自身が好きなゴールデンボンバーのメンバー風のメイクを施している。
- 好きな男性のタイプは、何を考えているかわからない人。
- 好きなものは銭湯、アイスコーヒー、文章を書くこと、考え事。

## 出演

### ライブ
- スリーミニット（2009年8月21日）
- ショートフィルム（2009年9月1日）
- 『スタイル』女子部（2009年11月3日）
- フルーツバスケット（2010年2月7日）
- TEPPENテッペンハニー（2011年6月13日、8月21日、10月18日、2012年2月14日） 女性芸人だけのライブ
- らふ☆そーすうぃーと（2011年9月18日、10月23日、11月20日、2012年1月14日）
- 滝上がりライブ（2011年9月19日、10月29日、11月25日、2012年2月25日）
- ソニー「第１回無料ライブ」（2011年11月1日）
- ファミコン道場（2011年11月8日）
- 大喜利ライブ「オオギリロマネスクＺ」（2011年11月13日、12月4日、12月27日、2012年1月7日） 2011年11月13日出演時に優勝。
- ファンク・ザ・ナイトフィーバーvol.8（2011年12月10日）下井草「Billy's Bar GOLD STAR」
- ニコニコ生放送「プロモボックスでクリスマス追悼式【リア充なれない男の大忘年会SP】」（2011年12月24日） 女神役
「女神」として崇められる存在のはずだったが、出演者であるグリーントラベル太田より「AVだったらオムニバスレベル」と罵られる。
- 諭吉のほほえみ（2012年1月27日）
- 笑いの苺（2012年2月23日）
- ニコニコ生配信番組「ロマネスク(仮)」（2012年3月16日）
- 笑いの泉（2012年3月20日）
- えめらるだすvol.4（2012年6月30日）
- いすかんだるvol.4（2012年9月8日）
- ガールズ★ボックス30回記念スペシャル（2012年11月4日）

### 過去のレギュラー番組
- 黒田運送（ｶﾌｪ）（毎週木曜日19時～）黒田勇樹出演のUstream番組 ２代目アシスタント
- あっ！とおどろく放送局「アイドル寄セ」（毎週火曜日23時～）2012年5月22日放送分より
- 優実子の今夜も勉強中（毎月第2・第4木曜日20時～）Ustream番組